# Fav me
Fav me (jap. ファボミー zapis stylizowany fav me) – japońska grupa idolek utworzona w ramach projektu „Peak Spot” stworzonego przez Asobisystem. Grupa zarządzana jest przez Asobinext.

## Nazwa
Nazwa grupy została utworzona poprzez połączenie słowa „fav” od favorite (ulubiony) i „me” (ja), tworząc „fav me”. Nazwa ta wyraża nadzieję, na stanie się ulubioną grupą.

## Historia
Fav me jest pierwszą grupą dziewcząt powstałą w projekcie „Peak Spot”. O ich powstaniu poinformowano 4 lutego 2025 roku, wraz z utworzeniem projektu, a nazwę i skład grupy ogłoszono 14 lutego.
23 marca zapadła decyzja, że fani grupy zostaną nazwani „fan me”.
Grupa zadebiutowała podczas imprezy „Marquee Festival”, która miała miejsce 10 kwietnia w sali koncertowej Spotify O-EAST w Tokio, a 22 kwietnia w tym samym miejscu odbył się ich debiutancki koncert „Starting New World”.
Pierwszy cyfrowy singel grupy „New World” ukazał się 11 kwietnia.

## Członkinie
| Imię i nazwisko | Imię i nazwisko | Data urodzenia  | Miejsce urodzenia | Narodowość | Reprezentatywny kolor | Uwagi | Przy.             |
| Azusa Onodera   | 小野寺 梓       | 8 sierpnia      | prefektura Akita  | Japonia    | jasnoniebieski        | Była członkini Masshiro na Canvast | [ 1 ]             |
| Karen Abe       | 阿部 かれん     | 2 lutego        | Osaka             | Japonia    | fioletowy             | Była członkini Hakoiri♡Musume, bob up., mai mai i Kawaii Lab. Mates                                                                                                   | [ 5 ]             |
| Runa Kawagishi  | 川岸 瑠那       | 29 kwietnia     | Tokio             | Japonia    | pomarańczowy          | Była członkini Kawaii Lab. Mates oraz uczestniczka programu Produce 101 Japan The Girls (w którym zajęła 77 pozycję) i była Venus (oficjalna maskotka Yomiuri Giants) | [ 1 ] [ 6 ] [ 7 ] |
| Marin Seno      | 瀬乃 まりん     | 17 października | Tokio             | Japonia    | cytrynowożółty        | Była członkini Spslash | [ 1 ]             |
| Rana Maruyama   | 丸山 蘭奈       | 6 stycznia      | prefektura Nagano | Japonia    | miętowo-zielony       | Była ekskluzywna modelka magazynu Popteen i finalistka 56. konkursu Miss Japonii 2024                                                                                 | [ 1 ] [ 8 ]       |
| Maika Miokawa   | 澪川 舞香       | 27 października | Osaka             | Japonia    | czerwony              | Była członkini Ruruneige | [ 1 ]             |
| Komari Nakamoto | 中本 こまり     | 23 września     | Osaka             | Japonia    | różowy                | Była członkini #Mooove! | [ 1 ]             |

## Dyskografia

### Cyfrowy singel
| # | Data wydania     | Tytuł                                                        | Utwory                                                                                 | Uwagi |
| 1 | 11 kwietnia 2025 | New World                                                    | 1. New World 2. New World (instrumental)                                               |       |
| 2 | 22 kwietnia 2025 | ちゅーしよう (Chushiyou)                                     | 1. ちゅーしよう 2. ちゅーしよう (instrumental)                                         |       |
| 3 | 9 maja 2025      | 蒼のラブレター (aonorabureta-)                               | 1. 蒼のラブレター 2. 蒼のラブレター (instrumental)                                     |       |
| 4 | 23 maja 2025     | ケーキを食べればいいんじゃない？ (ke-kiwotaberebaiinjanai!?) | 1. ケーキを食べればいいんじゃない？ 2. ケーキを食べればいいんじゃない？ (instrumental) |       |
| 5 | 6 czrwca 2025    | ギュッてして！ (Hug me!)                                     | 1. ギュッてして！ 2. ギュッてして！ (instrumental)                                     |       |
| 6 | 20 czerwca 2025  | ストレイト・ストライド (Straight Stride)                     | 1. ストレイト・ストライド 2. ストレイト・ストライド (instrumental)                     |       |

## Wideografia

### Teledyski
| Rok | Tytuł | Reżyser | Przy. |      |                            |                                |       |
| --- | ----- | ------- | ----- | ---- | -------------------------- | ------------------------------ | ----- |
| Rok | Tytuł | Reżyser | Przy. | 2025 | „ちゅーしよう” (Chushiyou) | ナカジマセイト (superbly inc.) | [ 9 ] |